# Movimento Fennoman
Os Fennomans foram o mais importante movimento político no Grão-Ducado da Finlândia do século XIX. Eles foram bem sucedidos nos interesses fennófilos do século XVIII e início do XIX. Após a Guerra da Crimeia, eles fundaram o Partido Finlandês e intensificaram a luta pela língua para elevar a língua finlandesa e a cultura fínica do nível camponês à posição de língua e cultura nacional. A oposição evocada, os Svecomans, tentaram defender o status do sueco e os laços com o mundo germânico. Apesar da noção de Fennomans não ter sido comum após a geração de Paasikivi (nascido em 1870), suas idéias, em parte em síntese com o legado dos Svecomans, desde então dominaram o entendimento finlandês de sua nação bilíngue.